# Flatlife
Flatlife est un film d'animation créé par Jonas Geirnaert en 2004 qui a été choisi pour la compétition des films courts du Festival de Cannes 2004.

## Synopsis
Quatre voisins habitent dans le même immeuble et leurs actions ont une influence directe sur la vie des trois autres.

## Fiche technique
- Production : KASK
- Pays :  Belgique
- Durée : 11 min